# Żonglerzy
Żonglerzy (fr. jongleur) – deklamatorzy poezji i wykonawcy pieśni, którzy działali na dworach we Francji w okresie średniowiecza od X do XIV wieku. Ich działalność znacznie wpływała na popularność twórczości trubadurów i truwerów.